# Christa-Maria Zimmermann
Christa-Maria Zimmermann (* 1943 in Wels, Oberösterreich) ist eine Autorin, die mit Kriminalromanen bekannt wurde. Heute schreibt sie historische Kinder- und Jugendbücher. 

## Leben
Christa-Maria Zimmermann wurde im oberösterreichischen Wels geboren. Ihr Lieblingsspielplatz in der Kindheit war die Kaiserswerther Burgruine (bei Düsseldorf). Schon damals interessierte sie sich für Geschichte, was sie später auch studierte – mit Kunstgeschichte als Hauptfach. Während der Schulzeit schrieb sie bereits kleine Beiträge für eine Düsseldorfer Zeitung und arbeitete dort während der Semesterferien, zunächst als Volontärin, schließlich als Redakteurin. 
Sie bekam vier Kinder, drei Mädchen und einen Jungen. Deshalb gab sie ihren Beruf als Redakteurin auf, nicht aber das Schreiben: Ab 1977 entstanden fast 20 Bücher.

## Auszeichnungen
Am 18. November 2005 erhielt Christa-Maria Zimmermann für ihren Roman Hundert Tage bis Lhasa den Friedrich-Gerstäcker-Preis für Jugendliteratur. 

## Werke
- Geh mit durch Düsseldorf, 1977
- Die Marktstrasse, 1981
- Die gekaufte Braut, 1995
- Das Gespenst in der Burgruine, 1997
- Und sie tat, als ob sie schlief, 1998
- Die Nacht, als die Titanic sank, 1998
- Brüderlein fein, 2000
- Die letzte Fahrt der Hindenburg, 2000
- Gefangen im Packeis, 2000
- Das Amulett des Pharaos,2001
- Das Mädchen vom roten Fluss, 2003
- Die Straße zwischen den Welten, 2003
- Hundert Tage bis Lhasa, 2004
- Hexentanz (Buch), 2005
- Das Gold des Columbus, 2006
- Der Königsraub am Rhein, 2010

## Adaptionen
Hörspiele
- Christa-Maria Zimmermann: Gefangen im Packeis. Sprecher: Uwe Friedrichsen, Dietmar Mues, Christian Redl, Fritz Fenne, Der Hörverlag, 2005, ISBN 3-89940-595-1.